# Podolnica
Podolnica – wieś w Słowenii, w gminie Horjul. 1 stycznia 2017 liczyła 223 mieszkańców.